# Zinc Extrusion Product
Zinc Extrusion Product ist eine Zinklegierung mit bis zu 15 % Aluminium, 1 % Kupfer und Magnesium. Weitere (metallische) Legierungsbestandteile können in geringeren Anteilen hinzugefügt werden, um bestimmte und genau definierte Eigenschaften zu erzielen. ZEP – als Abkürzung für „ZincExtrusionProduct“ – wird im Strangpressverfahren als Knetlegierung hergestellt. Durch seine Bleifreiheit ist der Werkstoff besonders umweltfreundlich.

## Eigenschaften
| Eigenschaften Grillo-ZEP®1510 | Eigenschaften Grillo-ZEP®1510 |
| ----------------------------- | ----------------------------- |
| Chemische Zusammensetzung     | ZnAl15Cu1Mg                   |
| Farbe                         | Grausilber                    |
| Schmelztemperatur             | 443 °C                        |
| Dichte                        | 5,7 g/cm³                     |
| Elektrische Leitfähigkeit     | 17,2 MS/m                     |
| Spezifische Wärmekapazität    | 460 J/(kg·°C)                 |
| Mechanisch                    |                               |
| Zugfestigkeit                 | 430 MPa                       |
| Dehngrenze                    | 350 MPa                       |
| Elastizitätsmodul             | 105 GPa                       |
| Härte                         | 120 HB                        |

Zinc Extrusion Product kristallisiert im hexagonalen Kristallsystem und hat einen Schmelzpunkt von 443 °C. Bedingt durch den Aluminiumanteil hat der Werkstoff eine Dichte von 5,7 g/cm3.
Zinc Extrusion Product ist diamagnetisch und zeigt weder Para- noch Ferromagnetismus auf.

### Gefügestruktur
Zinc Extrusion Product 1510 ist eine ternäre Zink-Aluminium-Kupfer-Legierung, in der sich die Gefügestruktur zweiphasig, bestehend aus η+α-Mischkristallen, darstellt. Die zinkreiche η-Phase weist ein hexagonales (hdp) Gitter und die aluminiumreiche α-Phase ein kubisch-flächenzentriertes (kfz) Gitter auf.

## Geschichte
Die von der Grillo-Werke AG entwickelte Zinklegierung unter dem Markennamen Grillo-ZEP wurde bereits, in ähnlicher Zusammensetzung, während des Zweiten Weltkrieges in Deutschland erforscht und eingesetzt. Die Legierung sollte als Alternative zu Messing fungieren, da die Verfügbarkeit von Kupfer durch den Krieg stark eingeschränkt war. Jedoch konnten die Eigenschaften der Legierung nicht entsprechend den Anforderungen optimiert werden, sodass Messing nicht dauerhaft hätte ersetzt werden können. Die Produktion dieser Zinklegierung wurde nach dem Krieg eingestellt und auf das wieder ausreichend verfügbare Messing umgestellt.
Erst in den 2000er Jahren hat die Grillo-Werke AG, zusammen mit der Universität Brescia, an diese Forschungen angeknüpft und die Zusammensetzung, sowie die Eigenschaften der Legierung optimiert. Dazu gehört eine Legierungsfamilie auf Zinkbasis, genannt Grillo-ZEP. Innerhalb der Legierungsfamilie hat man sich jedoch auf die Zusammensetzung mit 15 % Aluminium, 1 % Kupfer und Magnesium fokussiert. Dies hat den Grund, dass diese Zusammensetzung die umfassendsten Untersuchungsergebnisse beinhaltet.

## Verwendung
Die Anwendungsbereiche von Zinc Extrusion Product sind im Bereich der Zerspanungs- sowie Schmiedetechnik angesiedelt. Vorteile gegenüber anderen, in diesem Bereich eingesetzten Werkstoffen, sind eine günstige Rohstoffbasis sowie ein vergleichbar geringes Bauteilgewicht. Weiterhin kann der Werkstoff mit geringen Energiekosten durch eine Schmiedetemperatur von 230–250 °C verarbeitet werden. Dies kann bei bestimmten Anlagentechniken jedoch auch ein Nachteil sein. Auch im Bereich der zerspanenden Bearbeitung wurden umfangreiche Untersuchungen am Werkzeugmaschinenlabor WZL der RWTH Aachen durchgeführt.